# Roelof Frankot
Roelof Frankot, né le 25 octobre 1911 à Meppel et mort le 1er décembre 1984 à Raalte, est un peintre néerlandais. Par sa formation, il était photographe, mais en 1930, il a commencé à peindre. Plus tard, il a eu une relation forte avec le mouvement de CoBrA, et ses œuvres sont semblables à une partie de l'art de ce mouvement. Il s'agit de peintures abstraites et très spontanées avec des couleurs fortes. L'huile sur toile était son médium préféré. Des publications de son art ont été de temps en temps accompagnées des petits poèmes qu'il a écrits lui-même. Frankot a été considéré comme un innovateur majeur dans l'art hollandais. Frankot est mort à l'âge de soixante-treize ans d’un cancer. 
Pendant sa carrière, Frankot a fait des expositions en Europe, aux États-Unis et en Amérique latine. 

## Représentations
- Stedelijk Museum, Hollande
- Ministère de l'éducation, des arts et des sciences, Collection De Haag[Quoi ?]
- Sandberg, Amsterdam Musée[Quoi ?]
- Municipal, Haag Collection de[Quoi ?]
- Britto, Brazilia & d'Arkitekt- de[Quoi ?]
- Université d'Aarhus, Danemark
- Musée de Drenthe, Assen, Pays-Bas
- Musée municipal de La Haye, Pays-Bas